# The Naughty Nineties
The Naughty Nineties (1945) es una película del género comedia, protagonizada por Bud Abbott y Lou Costello, fue dirigida por Jean Yarbrough.

## Argumento
En la década de 1890, y el capitán Sam (Henry Travers), propietario del barco-teatro River Queen, está viajando de puerto en puerto a lo largo del río Misisipi, llevando su espctaculo de entretenimiento a cada pueblo. Durante una parada, en la ciudad de Ironville, se encuentra con tres personas, Crawford (Alan Curtis), Bonita (Rita Johnson), y Bailey (Joe Sawyer), que se esconden de la policía local. Broadhurst (Bud Abbott), y su jefe Sebastián Dinwiddle (Lou Costello), se unen a ellos para un juego de cartas en una casa de juego. 
Después de beber hasta embriagarse, el capitán se involucra en un juego sucio de cartas donde pierde el Salón Náutico . Los nuevos dueños del barco usan su poder para convertir el Showboat en un casino flotante. que está amañado a su favor. Dexter y Sebastián junto ayudan al capitán a recuperar la propiedad de su buque y expulsar a los delincuentes

## Elenco
| Actor         | Rol                  |
| ------------- | -------------------- |
| Bud Abbott    | Dexter Broadhurst    |
| Lou Costello  | Sebastian Dinwiddle  |
| Alan Curtis   | Mr. Crawford         |
| Rita Johnson  | Bonita Farrow        |
| Henry Travers | capitán. Sam Jackson |
| Lois Collier  | Caroline Jackson     |
| Joe Sawyer    | Bailey               |
| Joe Kirk      | Croupier             |

## Enlace
- Oficial sitio web Abbott and Costello

- Datos: Q2477728